# Colloredo di Monte Albano
Colloredo di Monte Albano (en frioulan : Colorêt di Montalban) est une commune italienne située dans la région autonome du Frioul-Vénétie Julienne et rattachée à l'organisme de décentralisation régionale d'Udine.

## Géographie
La commune s'étend sur 21,75 km2 dans le centre de la région, à environ 20 km au nord d'Udine.

### Communes limitrophes
|                       | Buja                      | Cassacco Treppo Grande |
| Majano                | Colloredo di Monte Albano | Tricesimo              |
| Fagagna Rive d'Arcano | Moruzzo                   | Pagnacco               |

## Administration
| Période                                  | Période  | Identité  | Étiquette     | Qualité |
| ---------------------------------------- | -------- | --------- | ------------- | ------- |
| 2014                                     | en cours | Luca Ovan | Liste civique |         |
| Les données manquantes sont à compléter. |          |           |               |         |